# Вержбицкий, Фаддей Романович
Фадде́й Рома́нович Вержби́цкий (13 мая 1930, c. Волица Антонинского района Хмельницкой области — 13 июня 2012, Пермь) — советский и российский химик, доктор химических наук (1997), профессор, заведующий кафедрой неорганической химии (1978—1988), декан химического факультета (1985—1988) Пермского университета.
Создатель нового метода химических исследований — высокочастотно-термического анализа, главный редактор межвузовского сборника научных трудов «Термический анализ и фазовые переходы», единственного в стране специализированного журнала по термическому анализу.

## Биография
В 1948—1953 годах — рабочий на железной дороге.
В 1958 году окончил химический факультет Пермского университета и под руководством профессора В. Ф. Усть-Качкинцева приступил к изучению фазовых превращений. Результаты обобщил в кандидатской диссертации «Применение высокочастотного метода в физико-химическом анализе» (1966).
В 1977—1988 годах заведовал кафедрой неорганической химии Пермского университета; подготовил и защитил докторскую диссертацию «Исследования в области теории высокочастотного бесконтактного метода измерений электрических свойств веществ и его применение в физической и аналитической химии», но степень не была утверждена ВАК СССР.
В 1985—1988 годах — декан химического факультета Пермского университета.
С 1988 года — ведущий научный сотрудник Естественнонаучного института при ПГУ. Степень доктора химических наук присуждена за диссертацию в форме научного доклада «Высокочастотно-термический анализ" (1996).
Супруга — Лидия Вячеславовна (род. 1934), кандидат химических наук. Сын Андрей — физик, изобретатель; дочь Татьяна — юрист.

## Научная деятельность
Основные работы посвящены изучению взаимодействия высокочастотного электромагнитного поля с веществом при фазовых и химических превращениях как источника новой информации об этих процессах.
Создал новый метод исследований — высокочастотно-термический анализ (1963—1973), с помощью которого получены сведения, развивающие фундаментальные разделы химии: учение о растворах и физикохимию твердого тела. Разработал теорию высокочастотного титрования (1973).
В 1982—1990 годах — главный редактор межвузовского сборника научных трудов «Термический анализ и фазовые переходы», единственного в стране специализированного журнала по термическому анализу, который издавался на базе Пермского университета. Это был .
С помощью созданного метода Ф. Р. Вержбицким и сотрудниками руководимой им кафедры неорганической химии был выполнен обширный комплекс исследований, результаты которых обобщены в монографии «Высокочастотно-термический анализ», в двух учебных пособиях — «Высокочастотное титрование» и «Практическое руководство по высокочастотному титрованию».
Ряд исследований Ф. Р. Вержбицкий выполнял в содружестве с Институтом неорганической химии Сибирского отделения АН СССР и НИИ полимерных материалов (Пермь). Исследования Ф. Р. Вержбицкого в области физико-химического анализа были отмечены Ученым советом Института общей и неорганической химии им. Н. С. Курнакова АН СССР вручением ему памятной медали «Академик Н. С. Курнаков».
Был избран членом Волжско-Уральского регионального совета АН по термическому анализу (г. Куйбышев).
Предложил и развил радиочастотный метод физико-химического анализа (1978), отличающийся уникальной информативностью по сравнению с другими методами изучения жидких систем. Сформулировал правило последовательной активации твердых фаз, развил теорию чисел переноса в ионных кристаллах (1998), предложил теорию фазовых и химических превращений (1999). В 1997 году присуждена ученая степень доктора химических наук.
Впервые им изучен скин-эффект в растворах электролитов. В 2011 году результаты этих исследований он обобщил в своей последней монографии.
Опубликовал 120 статей, монографию «Высокочастотно-термический анализ» (1986), учебные пособия: «Высокочастотное титрование» (1978), «Высокочастотно-термический анализ» (1981), «Руководство к лабораторным работам по высокочастотному титрованию» (1979), имел патенты на изобретения (см. напр., ).

## Основные работы
См. также: работы В. Ф. Вержбицкого в РГБ .
- Высокочастотное титрование. Пермь: Изд-во Перм. ун-та, 1978. 110 с.
- Практическое руководство по высокочастотному титрованию. Пермь: Изд-во Перм. ун.-та, 1979. 27 с.
- Высокочастотно-термический анализ: учебное пособие по спецкурсу. Пермский. гос. ун-т им. А. М. Горького. Пермь, 1981. 113 с. (недоступная ссылка)
- Высокочастотно-термический анализ. Иркутск: Изд-во Иркут. ун-та, 1986. 240 с.
- Структурная теория растворимости веществ в жидкостях. Пермь: Изд-во Перм. ун-та, 2005. 266 с.
- Вержбицкий Ф. Р., Усть-Качкинцева С. В. Виктор Фёдорович Усть-Качкинцев: биографический очерк. Пермь: ПГУ, 2006. 324 с.